# Iulievo, Stara Zagora
Iulievo (în bulgară Юлиево) este un sat în comuna Măglij, regiunea Stara Zagora,  Bulgaria. 

## Demografie
Componența etnică a satului Iulievo
     Turci (29,68%)
     Bulgari (66,31%)
     Nicio identificare (4%)
     Altele (0%)
La recensământul din 2011, populația satului Iulievo era de 475 locuitori. Din punct de vedere etnic, majoritatea locuitorilor (66,31%) erau bulgari, cu o minoritate de turci (29,68%). Pentru 4% din locuitori nu este cunoscută apartenența etnică.